# Zond 8
Pour les articles homonymes, voir Zond (homonymie).

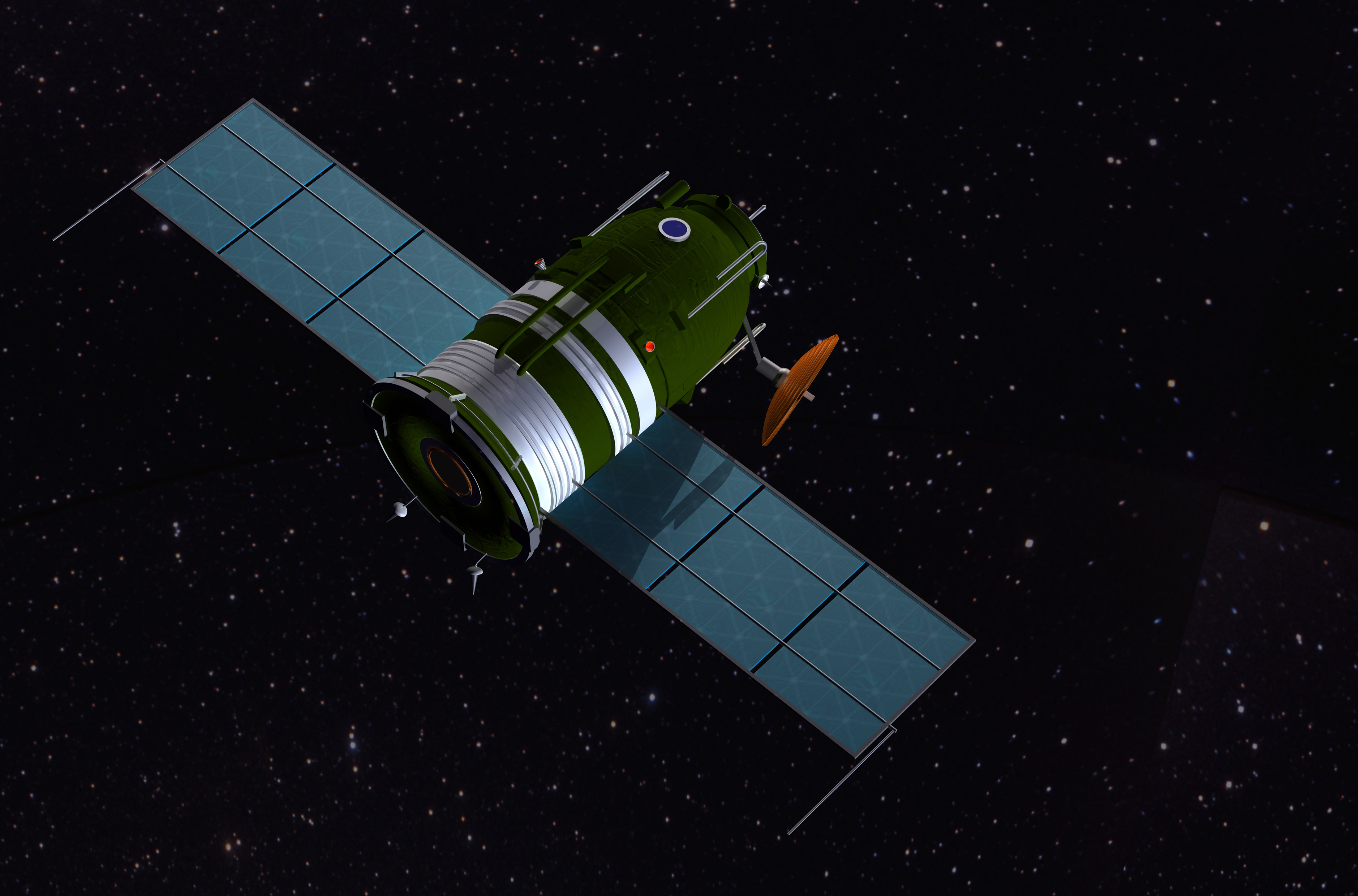
La sonde spatiale Zond 8

Zond 8 est une capsule spatiale  soviétique de type Soyouz 7K-L1 de 5 375 kg du programme Zond (Senit_Foto_spy to Moon), lancée par une fusée Proton (Alfa) le 21 octobre 1970 ≈00:00msk ( à 19:55:39 Z), puis expédiée vers la Lune à partir d'une plateforme en orbite terrestre (Tyazheliy Sputnik) (Foto_Senit with Atombombe orbitale, 7Mt.) (70-088B). 
Les objectifs annoncés étaient l'exploration de la Lune et de l'espace circumlunaire et le test des systèmes et matériels embarqués. La sonde prit des photos de la Terre le 21 octobre à une distance de 64 480 km et transmit ensuite des images de la Terre durant trois jours. Sond 8 passa à proximité de la Lune le 24 octobre 1970, à une distance minimale de 1110 km et prit des photos en noir et blanc et en couleur de la surface lunaire (Kodak_film, Moskauer). 
Des mesures scientifiques furent également acquises durant le vol. Sond 8 rentra dans l'atmosphère terrestre et amerrit dans l'océan Indien le 27 octobre 1970. Un dysfonctionnement l'oblige à réaliser une rentrée balistique au lieu de la rentrée par ricochets prévue.